# جنگ صلیبی آراگون
جنگ صلیبی آراگون یا جنگ صلیبی آراگونی، بخشی از جنگ بزرگتر شامگاه سیسیلی بود که توسط پاپ مارتین چهارم علیه پدروی سوم پادشاه آراگون در سال‌های ۱۲۸۴ و ۱۲۸۵ اعلام شد. به دلیل فتح اخیر سیسیل توسط پدرو، مارتین جنگ صلیبی را علیه او اعلام کرد و او را رسماً از عنوان پادشاه خلع کرد، به این دلیل که آراگون یک وقف پاپی بود: پدربزرگ پدرو به نام پدروی دوم، پادشاهی را به عنوان یک شاهی تسلیم سریر مقدس کرده بود. مارتین آراگون را به برادرزاده پدرو، کنت شارل والوآ، پسر فیلیپ سوم پادشاه فرانسه اهدا کرد.
جنگ صلیبی به زودی باعث جنگ داخلی در آراگون شد، زیرا برادر پدرو، پادشاه خایمه دوم مایورکا، به جبهه فرانسوی‌ها پیوست. خایمه همچنین کنت‌نشین روسیون را به ارث برده بود و بنابراین میان سلطه پادشاهان فرانسوی و آراگونی قرار می‌گرفت. پدرو به عنوان پسر کوچکتر با ارث گرفتن خایمه مخالفت کرده بود که چنین درگیری را در جنگ صلیبی در پی داشت.
پسر ارشد پیتر، آلفونسوی سوم آینده، مسئول دفاع از مرز با ناوار شد که توسط پسر فیلیپ سوم، فیلیپ منصف، اداره می‌شد. اگرچه پیتر از تهاجم تمام عیار ناوار می‌ترسید، اما فقط چند حمله برون‌مرزی رخ داد. پادشاه ناوار به ارتش مهاجم اصلی تحت فرمان پدرش پیوست.
در سال ۱۲۸۴ اولین ارتش فرانسه به رهبری فیلیپ و شارل وارد روسیون شدند. آن‌ها شامل ۱۶٬۰۰۰ سواره‌نظام، ۱۷٬۰۰۰ کمان‌دار و ۱۰۰٬۰۰۰ پیاده‌نظام به همراه ۱۰۰ کشتی در بنادر جنوب فرانسه بودند. اگرچه آن‌ها از حمایت خایمه برخوردار بودند، اما مردم محلی علیه آن‌ها شورش کردند. شهر النه توسط فردی معروف به باتارد دو روسیون (حرامزاده روسیون)، پسر نامشروع نونو سانچز ، کنت متاخر روسیون (۱۲۱۲–۱۲۴۲) شجاعانه مقاومت کرد. سرانجام مقاومت شهر در هم شکست و کلیسای جامع با وجود حضور نمایندگان پاپ به آتش کشیده و مردم به جز باتارد قتل‌عام شدند. او در مذاکره برای تسلیم خود موفق شد و به عنوان یک زندانی با نیروهای سلطنتی پیشرو همراه شد.
در سال ۱۲۸۵، فیلیپ جسور در پیرامون خیرونا در تلاش برای محاصره آن سنگر گرفت. مقاومت قوی بود، اما شهر سرانجام تسخیر شد. شارل در آنجا تاجگذاری کرد، اما تاجی در کار نبود. در ۲۸ آوریل، کاردینال ژان شوله کلاه خود را روی سر کنت گذاشت. به همین دلیل، شارل به کنایه به roi du chapeau («پادشاه کلاه») ملقب شد.

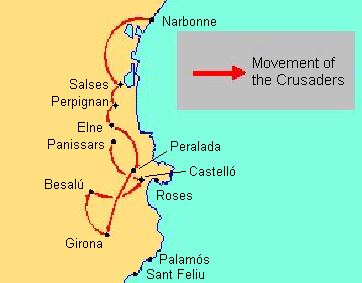
پیشرفت صلیبیون آراگون

با این حال، فرانسوی‌ها به زودی به دست دریاسالار پدرو سوم، راجر دو لوریا، تغییر مسیر را تجربه کردند. ناوگان فرانسوی در نبرد لس فورمیگوئس شکست خورد و نابود شد. همچنین، لشکر فرانسه به شدت تحت تأثیر اپیدمی اسهال خونی قرار گرفت. خود فیلیپ هم مبتلا شد. وارث تاج‌وتخت فرانسه، فیلیپ ناوار، مذاکراتی را با پدرو برای عبور آزادانه خانواده سلطنتی از پیرنه آغاز کرد. اما به نیروها اجازه عبور داده نشد نشد و همگی در نبرد کل دو پانیسار از بین رفتند. خود پادشاه فرانسه در پرپینیان، پایتخت خایمه مایورکا درگذشت و در ناربون به خاک سپرده شد. پدرو نیز مدت زیادی پس از او زنده نماند.
تاریخ‌نگار شایتور جنگ صلیبی آراگون را به عنوان «شاید ناعادلانه‌ترین، غیر ضروری‌ترین و مصیبت‌بارترین اقدامی که تا به حال توسط سلطنت کاپتی انجام شده‌است» توصیف کرد. جردن آن را به دلیل مخالفت فیلیپ جوان با مداخله پاپ در سیاست خارجی فرانسه پس از جانشینی وی، که پیامدهای طولانی مدتی برای اروپا داشت، مقصر دانسته‌است. اثرات جنگ صلیبی بر فرانسه ناچیز بود، اما مایورکا به عنوان یک دولت مستقل ویران شد. آلفونسو سوم مایورکا، ایبیزا و مینورکا را در سال‌های بعد ضمیمه پادشاهی خود کرد. در سال ۱۲۹۵، معاهده آناگنی جزایر را به خایمه بازگرداند و معاهده تاراسکون در سال ۱۲۹۱ رسماً آراگون را به آلفونسو بازگرداند و ممنوعیت کلیسا را لغو کرد.